# Chambre des représentants du Wyoming
66e législature
Capitole de l'État du Wyoming, Cheyenne

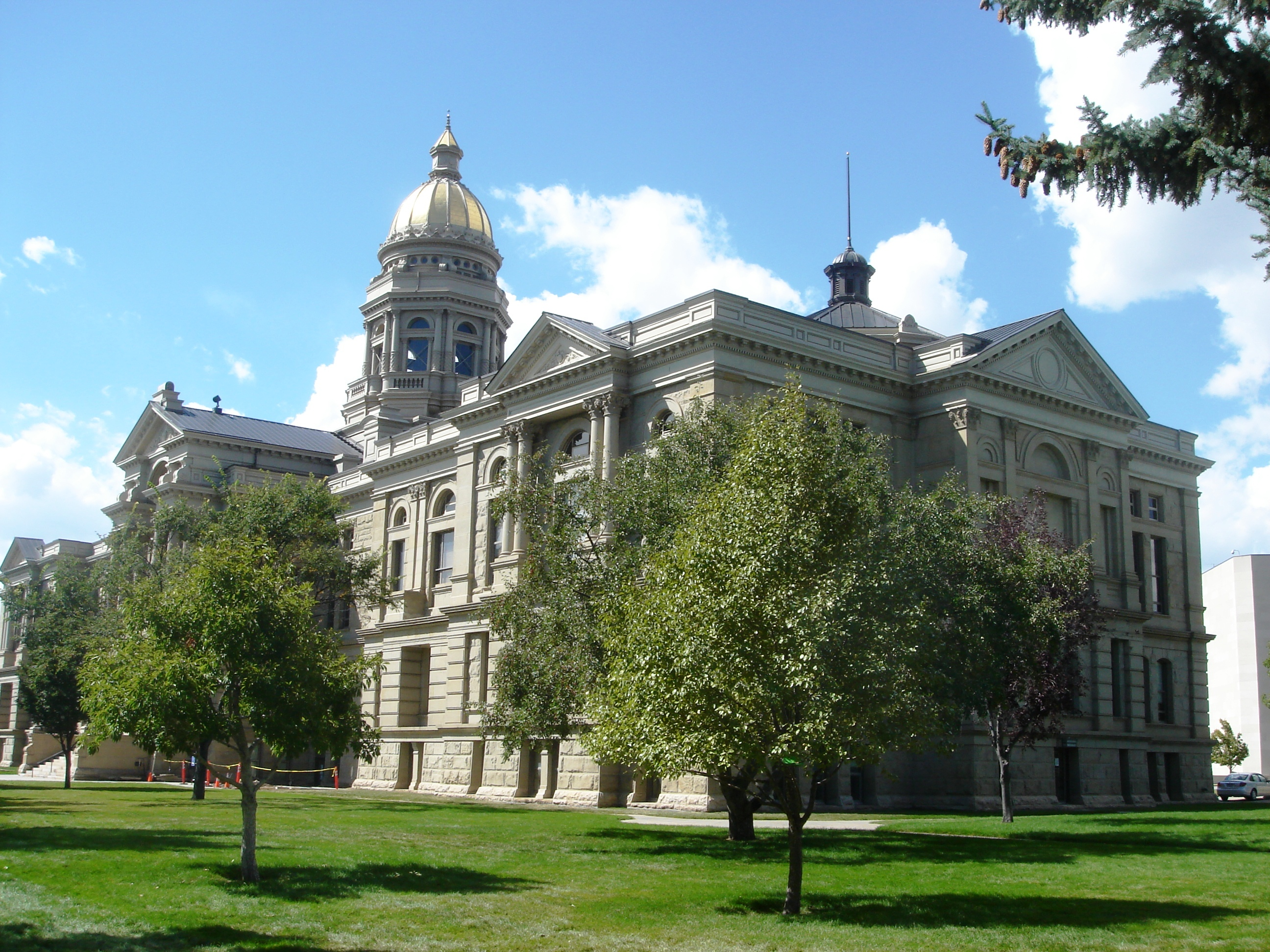
Capitole du Wyoming à Cheyenne.

La Chambre des représentants du Wyoming  (Wyoming House of Representatives) est la chambre basse de la législature du Wyoming aux États-Unis d'Amérique.

## Composition
Elle comprend 60 parlementaires, représentant en moyenne 9 000 personnes, élus tous les 2 ans sans limite de mandats. La Cour suprême du Wyoming a annulé en 2004 l'ancienne loi qui limitait à six le nombre de mandats (douze ans).

## Siège
La chambre des représentants du Wyoming siège au Capitole situé à Cheyenne.

## Présidence
Le speaker préside la Chambre et contrôle l'ordre du jour de celle-ci et des commissions parlementaires. C'est le candidat présenté par le parti majoritaire qui est élu speaker. 
Le républicain Eric Barlow exerce cette fonction depuis le 12 janvier 2021.

## Représentation
| Affiliation           | Parti     | Parti       | Parti       | Parti       | Total |        |
| Affiliation           | Démocrate | Republicain | Libertarien | Indépendant | Total | Vacant |
| --------------------- | --------- | ----------- | ----------- | ----------- | ----- | ------ |
| Affiliation           |           |             |             |             |       |        |
| législature 2017–2019 | 9         | 51          | 0           | 0           | 60    | 0      |
| législature 2019–2021 | 9         | 51          | 0           | 0           | 60    | 0      |
| législature 2021–2023 | 7         | 51          | 1           | 1           | 60    | 0      |